# ゴンサロ・ナポリ
ゴンサロ・ナポリ・ソリア（Gonzalo Nápoli Soria, 2000年5月8日 - ）は、ウルグアイ・モンテビデオ県モンテビデオ出身のサッカー選手。リーガMX・クラブ・レオン所属。ポジションはMF。

## クラブ経歴
2018年にデフェンソール・スポルティングのトップチームに昇格。2019年3月3日のランプラ・ジュニアーズ戦で、プロデビュー戦を先発で起用され、2-0で勝利デビュー。4月13日のダヌービオFC戦ではプロ初ゴールを記録。1年目の2019年シーズンから先発に定着し、シーズン29試合2ゴールを記録した。

## 代表歴
2017年にチリで開催された南米U-17選手権に、U-17ウルグアイ代表として出場した。